# Buslijn 165/166 (Amsterdam-Amstelveen)
Buslijn 165 en 166 waren twee buslijnen van Connexxion die reden als stadsdienst in Amstelveen vanaf het Busstation Amstelveen naar Westwijk en Julianapark.   

## Geschiedenis

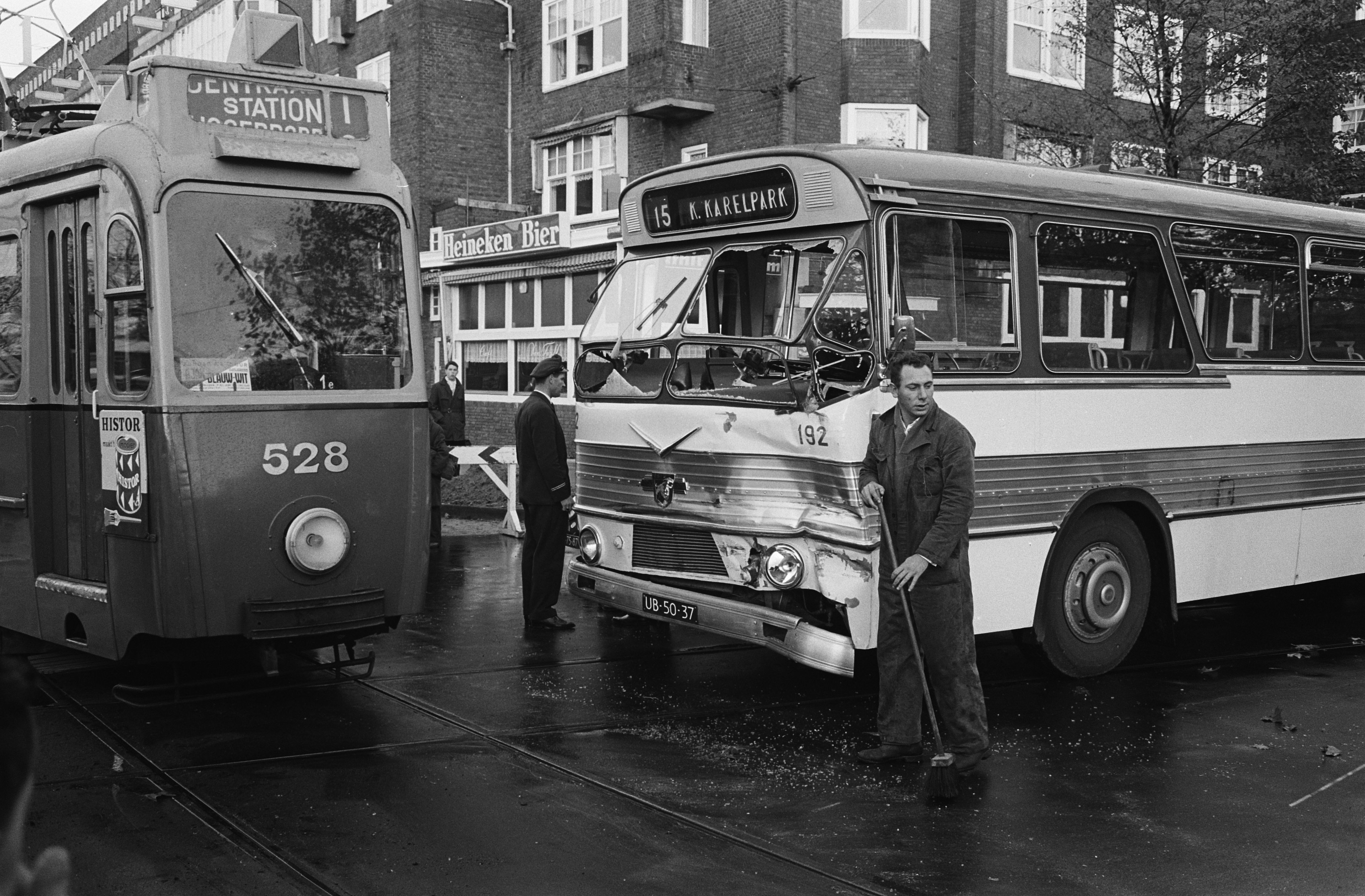
Aanrijding M&K bus 182 van lijn 15 met drieassige motorwagen 528 van lijn 1 op 29 oktober 1962

De "stadsdienst" van Amstelveen kent een geschiedenis die terug gaat naar 1939. 

### Lijn 15/16 en 16A
De lijnen begonnen bij de toenmalige streekvervoerder Maarse & Kroon als de Amstelveense stadslijnen 15 en 16 met een eindpunt op het Haarlemmermeerstation. Op 17 december 1939 werd een eerste "stadslijn" ingesteld tussen de Amstelveense wijk Elsrijk en het Haarlemmermeerstation. Op 13 oktober 1957 volgde een stadslijn tussen de van der Hooplaan en het Haarlemmermeerstation. Deze lijnen groeiden uit tot de lijnen 15 en 16, die in de loop der jaren door de gestage groei van Amstelveen na 1960 via verschillende routes die steeds aan de voortschrijding van de bebouwing werden aangepast en uiteindelijk de wijk Keizer Karelpark (lijn 15) en Groenelaan (lijn 16) in Amstelveen Zuid met de rest van Amstelveen en het Haarlemmermeerstation in Amsterdam verbonden. Bepaalde tijd in de jaren zestig bestond een routevariant van lijn 16, lijn 16A.

### Lijn 65/66
Op 4 mei 1969 werden deze lijnen doorgetrokken naar Amsterdam Leidseplein en vernummerd tot 65/66; ook werd er samengewerkt met het GVB wat inhield dat een deel van de ritten werd uitgevoerd met rode standaardbussen uit de hoofdgarage West. In het begin reed lijn 66 gecombineerd met GVB lijn 26 maar dat werd snel ongedaan gemaakt in verband met een onregelmatige dienstuitvoering. In 1970 werd ook lijn 65 doorgetrokken naar het eindpunt Watercircel van lijn 66 in de nieuwbouwwijk Groenelaan in Amstelveen Zuid. Aanvankelijk reden de lijnen elk half uur maar nadat in 1972 in de spitsuren een kwartierdienst werd ingevoerd reden de lijnen sinds 1973 ook overdag elk kwartier. Met het voltooien van de wijk Groenelaan kregen de lijnen in 1973 hun eindpunt aan de Middenwaard. In 1973 fuseerde Maarse & Kroon met NBM (waarmee het GVB samenwerkte op lijn 56) tot Centraal Nederland; twee jaar later kregen de lijnen een versterkingslijn 67 als sneldienst. 
Met de opening van de metro in 1977 verdwenen de lijnen 56 en 58 (een samenwerkingslijn die uitsluitend met CN-bussen werd gereden) waardoor GVB ineens te weinig chauffeurs had en CN te veel; dit werd opgelost door tijdens de winterdienstregeling tien wisselende wagens uit West onder te brengen in de garage aan de Van Musschenbroekstraat voor GVB-diensten op lijn 65/66 en 67. Lijn 66 werd daarbij onderdeel van een gecombineerde ochtendspitsrit met lijn 14 (station Bijlmer-Amstelveen Plein 1960) en 67 (Leidseplein-Centraalstation). In 1977 werden de lijnen samen met lijn 67 doorgetrokken naar een tijdelijk eindpunt in de volgende Amstelveense nieuwbouwijk Waardhuizen om in 1978 het definitieve eindpunt te bereiken aan de westkant van de wijk aan het Gondel bij Praam.   
In 1980 werd een nieuwe CN/GVB-garage in de Bijlmer geopend; dit werd ook het onderkomen voor lijn 65/66, 67 en de van GVB overgenomen lijn 69. De GVB-diensten vonden nog wel plaats vanuit West. Lijn 65/66 (en 69) werden doorgetrokken naar busstation Marnixstraat en reden nu ook aan CN-kant hoofdzakelijk met het nieuwste materieel. 
In Amstelveen maar ook in Amsterdam vonden in de loop der jaren diverse, soms ingrijpende, routewijzigingen plaats zoals de tussenstop bij station Zuid. 
Vanaf mei 1983 ging de steeds drukker wordende lijn 67 met gelede bussen rijden en kreeg lijn 65/66 de vrijgekomen volgwagens en chauffeurs. Ingaande de zomerdienst 1986 verdwenen de CN-bussen van lijn 65/66 die in Amstelveen een nieuw eindpunt kregen bij het Tulpziekenhuis; vanaf januari 1988 werd lijn 65/66 met bussen uit Zuid gereden. Plannen om in 1989 de samenwerking nieuw leven in te blazen (vijf CN-diensten op lijn 65/66 en vijf GVB-diensten op lijn 67 met nieuw aan te schaffen geledes) gingen niet door omdat CN er de voorkeur gaf om de dienst op lijn 67 uit te breiden met tweedehands geledes uit Stockholm.

### Lijn 63
In 1990 werd de hernieuwde samenwerking dan toch een feit; bij de opening van de sneltram op 2 december werd lijn 65/66 samengevoegd tot 63 tussen Waardhuizen, het oude dorp, Buitenveldert, het Olympiaplein, het Museumplein en het busstation Marnixstraat en keerden ook de CN-bussen terug naast GVB bussen. In 1994 werd CN na bijna 21 jaar opgedeeld (feitelijk opnieuw gesplitst) in NZH en Midnet; lijn 63 werd voortaan deels door NZH geëxploiteerd maar bleef anderzijds een GVB-lijn, zij het met inzet van bussen uit garage West. Tijdens de winterdienst 1995-1996 huurde NZH drie GVB-bussen uit (twee uit West, een uit Noord) voor dienst op Bijlmerringlijn 62 en lijn 63 die in mei 1997 een nieuw eindpunt kreeg bij Haarlemmermeerstation.

### Lijn 65/165
In 1999 fuseerden NZH en Midnet met de omringende streekvervoerders tot Connexxion en in mei 2000 maakte lijn 63 plaats voor lijn 65/165. Lijn 65 reed van het Haarlemmermeerstation via de Rembrandtweg naar Plein 1960 en lijn 165 via Bankras. Lijn 65 reed niet in de avond en op zondag. Vanaf september 2000 werden de lijnen een jaar door Connexxion gereden in opdracht van het GVB omdat het GVB de nieuwe lijn 66 maar ook 199 vanaf deze datum zelf ging rijden. Lijn 66 reed van het Amstelstation via Buitenveldert en het oude dorp naar Waardhuizen. Vanaf september 2001 ging GVB ook lijn 65 en 165 weer zelf rijden vanuit garage Amstel, een nieuwe openluchtstalling in Overamstel met wisselwagens uit Zuid/Amstel III waar GVB zich geleidelijk aan terugtrok. In december 2002 was Zuid helemaal verhuisd en werd lijn 65/165 teruggeplaatst in West.  
Lijn 165 werd in december 2003 verlegd via een nieuwe busbaan ten oosten van de Amstelveense wijk Bankras/Kostverloren in plaats van door die wijk heen. Ook werd de lijn verlegd via het Ziekenhuis. Lijn 65 werd in de daluren, dus ook in de hoogzomerdienst, opgeheven. Door de verlegging van lijn 15 via station Zuid in december 2004 werden lijn 65 en 165 ook tot dit station ingekort.

### Lijn 165/166 I
In 2006, anderhalf jaar na de sluiting van Amstel III, verwierf Connexxion de concessie Amstelveen en werd lijn 65 opgeheven; lijn 165 werd ingekort tot station Zuid en aan lijn (1)66 (begonnen als GVB-lijn 8) gekoppeld. De lijnen werden doorgaand geëxploiteerd als ringlijn waarbij lijn 165 in Amstelveen reed via oost en lijn 166 via west. Op 11 december 2011 werd lijn 165/166 opgeheven. Vervanging vond slechts gedeeltelijk plaats door de verlengde lijnen 149, 187 (later 487) en 242 die echter maar beperkte exploitatietijden hadden.
Op 9 december 2009 werd opnieuw een lijn 65 ingesteld nu bij het GVB. Dit betrof echter geen nieuwe lijn maar was de oostelijke tak van lijn 15 gecombineerd met de noordelijke tak van lijn 41.

### Lijn 165/166(/167) II
Op 11 december 2017 werden de lijnen 165 en 166 opnieuw ingesteld en vormden samen met een nieuw ingestelde lijn 167 de "stadsdienst" in Amstelveen waarbij delen van de routes van de lijnen 149, 199 en 487 waren overgenomen. Lijn 165 reed van het busstation via het oude dorp naar Westwijk, lijn 166 reed van het busstation naar het Julianapark waar een lus werd gereden en lijn 167 reed van het busstation via de Rembrandtweg naar Kronenburg. De frequentie was beperkt tot eenmaal per uur maandag tot en met zaterdag van 9.00 tot 18.00 uur.
Een jaar later, op 9 december 2018, werden de drie lijnen weer opgeheven en vervangen door een uitgebreidere route van lijn 174 als stadsdienst waarbij elk halfuur wordt gereden.

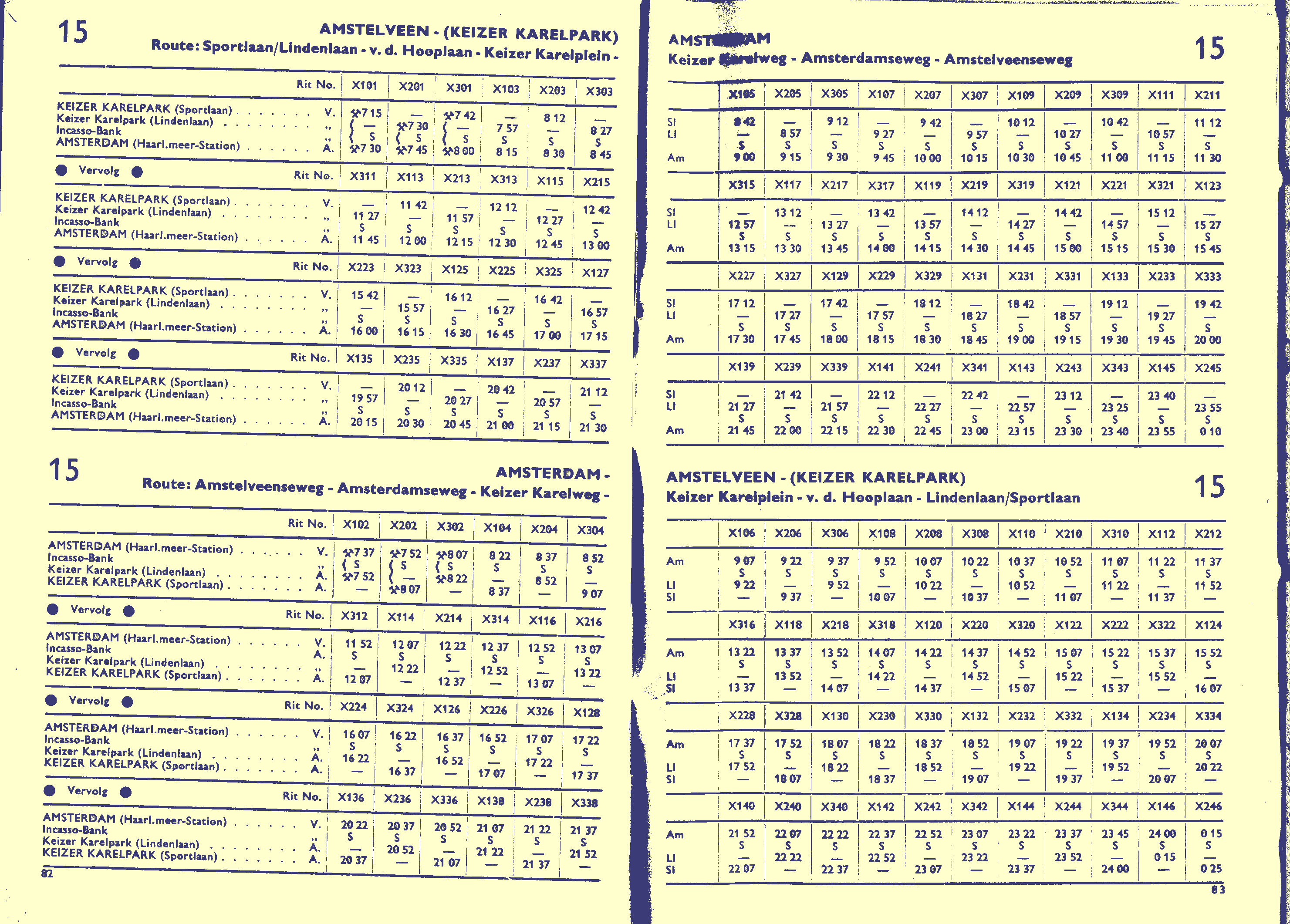
Lijn 15 in 1961
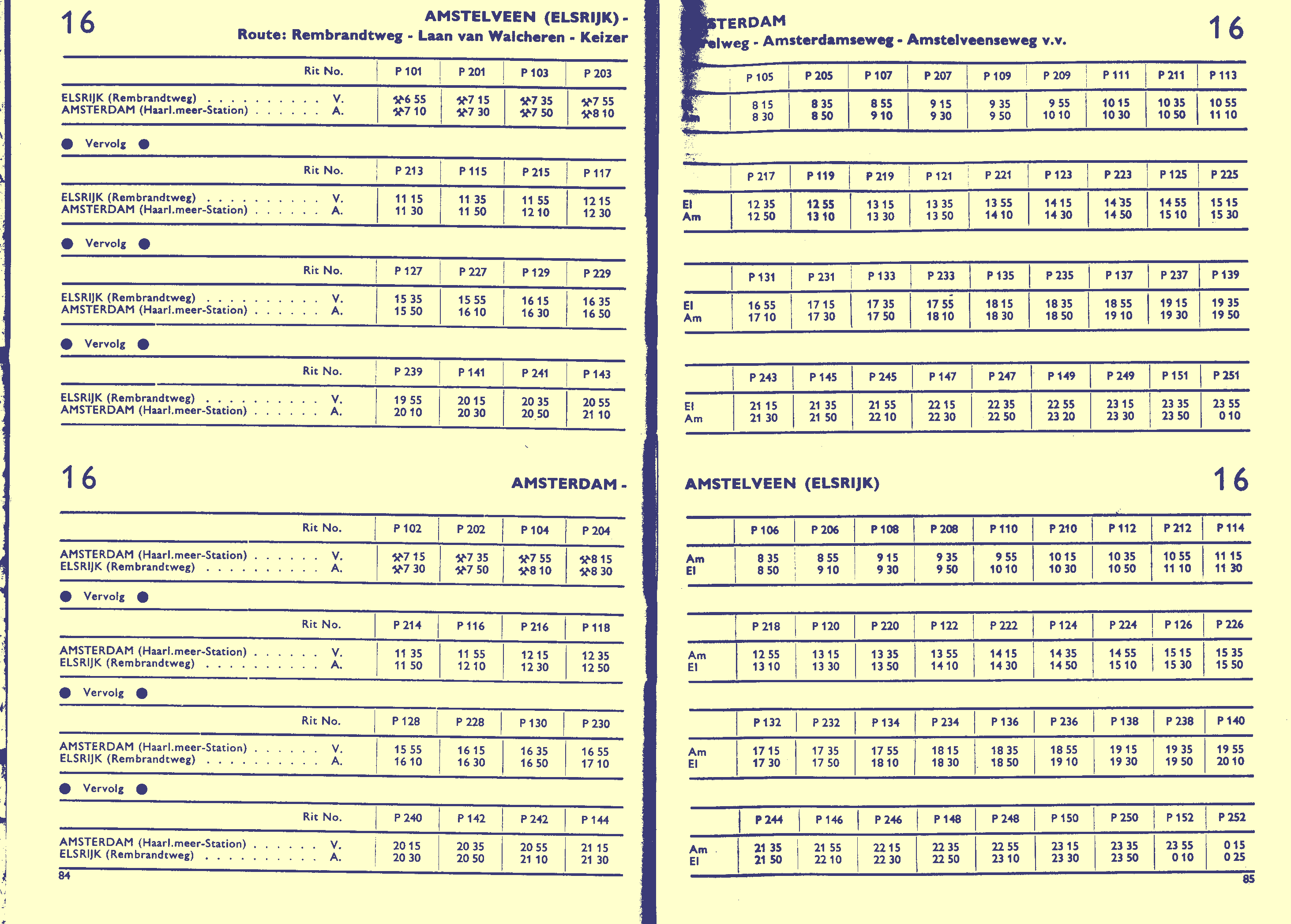
Lijn 16 in 1961